# 莫克羅京
50°0′47″N 23°53′54″E / 50.01306°N 23.89833°E
莫克羅京（烏克蘭語：Мокротин），是烏克蘭西部的村莊，隸屬利維夫州的利維夫區。該村始建於1398年，面積4.07平方公里，2023年人口804，人口密度每平方公里199.51人。